# Дарива
Дарива или Да Рива је најстарије сарајевско шеталиште које се налази на источном улазу у град. Дарива је дуга 8 километара. Простире се између Бентбаше и Козје ћуприје.

## Локација
Дарива се пружа кроз окомити кањон ријеке Миљацке. Љепота Дариве откривена је тек након изградње ускотрачне пруге за вријеме Аустроугарске. На Дариви се ријека Мошчаница улива у Миљацку. Дарива је потпуно затворена за саобраћај.

## Алеја амбасадора
Уз Дариву је посађен дрворед који броји преко 150 стабала липе. Стабла липе годинама су својеручно садили амбасадори  бројних дипломатско-конзуларних мисија у Сарајеву. Отуда потиче и назив Алеја амбасадора.  

## Алпинизам на Дариви
На Дариви се налази истоимена стијена за пењање као и стијена Бабин зуб за коју се везује почетак алпинизма у овој регији. 